# 国際ラジオ放送
国際ラジオ放送株式会社（こくさいラジオほうそう）は、千葉県成田市の一部地域を放送対象地域として超短波放送（FM放送）を営む特定地上基幹放送事業者である。Radio Narita、ラジオ成田、Radio NRT、ラジナリの愛称でコミュニティ放送を行っている。

## 概要
2014年（平成26年）開局。千葉県で5番目のコミュニティ放送局である。
成田ゆめ牧場を経営する株式会社秋葉牧場の代表取締役であった秋葉博行（2015年7月20日死去）により設立。秋葉博行の没後は妻の良子が引き継いだ。放送本部長は千葉市でイベントなどを企画していた城田渉（CMPAC/代表取締役）、営業部長は廣岡耕平（オートウェーブ取締役）が務めていた。キャッチフレーズは「見せるラジオ」。
本社・演奏所（スタジオ）・送信所は成田市東和田のなるげや陶器ビルにあり、特定地上基幹放送局の呼出符号はJOZZ3BZ-FM、呼出名称はなりたエフエム、周波数83.7MHz、開局当初の空中線電力は3Wで放送区域は成田市及び富里市の各一部地域。インターネット配信はJCBAインターネットサイマルラジオによる。2015年（平成27年）に空中線電力を20Wに増力した。
自社制作番組以外はミュージックバードの番組を放送する。かつてはサテライトスタジオを成田ゆめ牧場とイオンモール成田に設置。Ustreamでスタジオ映像も配信していた。
2019年（令和元年）に情報処理サービスを行う株式会社MIST solution（本社東京都千代田区）が国際ラジオ放送の過半数の株式を取得し子会社化。MIST solution社長の田代貢一郎が国際ラジオ放送の代表取締役に就任した。MIST solutionはマスメディア集中排除原則にいう支配関係にある。
コンセプトもリニューアルされ、「世界に向けて成田の魅力を発信するグローバル・メディア」とした。放送区域を成田市および隣接市町村の一部地域とし、エリアマップで成田市の成田地区、公津地区、八生地区、中郷地区、遠山地区、ニュータウン地区、富里市の日吉台、日吉倉と称している。生放送のみ。YouTubeでスタジオ映像を配信している。

## 沿革
- 2014年（平成26年）
  - 8月6日 -  国際ラジオ放送株式会社設立[8]
  - 11月26日 - 特定地上基幹放送局の予備免許取得[3]
  - 12月11日 - 日本コミュニティ放送協会に加盟[9]
  - 12月22日 - 特定地上基幹放送局の免許取得[10]
  - 12月27日 - 開局（空中線電力3W）[10][11]、JCBAインターネットサイマルラジオによるインターネット配信も開始
- 2015年（平成27年）12月8日 - 空中線電力を20Wに増力[12]
- 2019年（令和元年）
  - 8月 - MIST solutionが子会社化
  - 12月 - 開局5周年
- 2020年（令和2年）
  - 10月 - 公式ウェブサイトをリニューアル[13]
  - 12月31日 - 大晦日から翌2021年（令和3年）元日にかけて年越し番組「ゆくなりくるなり」を生放送[14]
- 2023年（令和3年）10月4日 - 成田市出身のロックバンドtoybeeによるTOY ROCK RADIO 「トイラジ」放送開始

## 主な番組
- toybeeのTOY ROCK RADIO「トイラジ」
- Evening Light NARITA
- ラジオ広報なりた
- 相馬圭弍の楽しんだもの勝ちラジオ
- ふくちゃんのらじお
- NaritaCity Radio Flight
- Artist Residence（木）
- カトコーとゆのっちのリスタン3
- 聞いて驚き!試してビックリ！笑顔がほっこり健康ラジオ
- Cookie Jam
- 肩書番長HIROMIのWoman's Lib
- 玻璃のペリウィンクル・ノイズChapter4
- Peacelly Music
- ハムのラジオ
- ひとみんとジョーふくみねのSuper Chu's Day
- TA-RYU-HA
- Morning View NARITA
- はすっ娘ちゃんねる
- 富里BASEコンテナブース